# 산스크리트어 불경
산스크리트어 불경은 산스크리트어로 씌어진 불경의 총칭이다.
고타마 붓다가 프라크리트어를 사용했던 것처럼 불교도들도 처음에는 프라크리트어를 사용하고 있었으나 차츰 문장어(文章語)로서의 아어(雅語)인 산스크리트어(범어)를 사용하게 되었다. 산스크리트란 '완성된'이라는 말에서 유래하며, 기원전 3세기경 문전가(文典家)인 파니니에 의해 집대성된 표준 문장어이다. 특히 기원전 1세기경에 생겨났다고 하는 대승불교의 경전은 속어가 섞인 것도 있는데 산스크리트어로 설법(說法)되어 있다. 그러나 인도 본토에서는 그 전승(傳承)이 중단되었기 때문에 산일(散逸)되어 버리고 말았으며 인도의 변경(邊境), 네팔, 티베트, 중앙아시아의 각지에서 그 일부분의 사본이 발견되었을 따름이다. 그러나 방대한 한역 성전의 원전(原典) 대부분이 산스크리트였던 것으로 보아 당연히 중국에 그 원본이 있음직한데 둔황(敦惶)에 밀봉(密封)된 일부의 것과 일본에 전해진 약간의 것을 제외하고는 오늘날 거의 없어지고 말았다.

## 같이 보기
- 불경
- 산스크리트 문학
- 산스크리트어
- 산스크리트어 위키백과